# Nová Ves nad Žitavou
Nová Ves nad Žitavou (maďarsky Zsitvaújfalu) je obec na Slovensku v okrese Nitra. Leží mezi Pohronskou a Požitavskou pahorkatinou v údolí řeky Žitava. Žije v ní přibližně 1 400 obyvatel. Nová Ves nad Žitavou je poprvé písemně zmíněna v roce 1355 jako Wyfalu. Předchůdkyní byla ves Jovka (maďarsky Jóka), která je zmiňována v roce 1229 jako terra Joka a rozkládala se na protějším levém břehu Žitavy. V katastrálním území obce leží chráněný areál Novoveský park.

## Pamětihodnosti
- Římskokatolický kostel sv. Tomáše z roku 1789[3]
- Kaštel Berchtoldů z počátku 18. století, původně byl navržen v barokním stylu, později byl upraven v klasicistním stylu
- Kaštel rodin Szörényi a Szlávy v neobarokním stylu z počátku 19. století, v současnosti je v něm učiliště
- Kaštel Klobušických v neoklasicistním stylu z roku 1872, v současnosti je v něm učiliště[4]
- Zámecký park[5]
- Pozdně barokní kamenný most[6]
- Poutní místo západně od obce